# Keski-Musti
Keski-Musti är en sjö i kommunerna Polvijärvi och Kaavi i landskapen Norra Karelen och Norra Savolax i Finland. Sjön ligger 116,6 meter över havet. Arean är 58 hektar och strandlinjen är 8,86 kilometer lång. Sjön  ingår i Vuoksens huvudavrinningsområde.   Den ligger omkring 51 kilometer nordväst om Joensuu, omkring 65 kilometer öster om Kuopio och omkring 370 kilometer nordöst om Helsingfors. 
I sjön finns öarna Anninsaari, Aaronsaari, Myhkyri och Salmensaari. 